# Hydroperla phormidia
Hydroperla phormidia är en bäcksländeart som beskrevs av Ray och Bill P.Stark 1981. Hydroperla phormidia ingår i släktet Hydroperla och familjen rovbäcksländor. Inga underarter finns listade i Catalogue of Life.